# 劉延 (城陽王)
劉延（りゅう えん）は紀元前2世紀、古代中国の前漢時代の城陽王である。生年不明。没年は元狩6年（紀元前117年)。死後、頃王（けいおう）と諡された。
父は城陽王の共王劉喜。子に劉義、劉昌、劉発、劉差、劉方、劉沢、劉敢、劉景、劉譲、劉光、劉雲、劉余、劉寿、劉応、劉強、劉息、劉禹、劉類、劉賢、劉不疑がいた。
劉延は父の死により孝景後元年（紀元前143年）に城陽王になった。26年後の元狩6年（紀元前117年)に死に、子の劉義が城陽王を嗣いだ。翌元鼎元年（紀元前116年）に、他の19人の子が一斉に列侯に封じられた。